# Weatherford (Texas)
Weatherford é uma cidade localizada no estado norte-americano do Texas, no Condado de Parker.

## Demografia
Segundo o censo norte-americano de 2000, a sua população era de 19.000 habitantes.
Em 2006, foi estimada uma população de 24.630, um aumento de 5630 (29.6%).

## Geografia
De acordo com o United States Census Bureau tem uma área de
58,7 km², dos quais 54,1 km² cobertos por terra e 4,6 km² cobertos por água.

## Localidades na vizinhança
O diagrama seguinte representa as localidades num raio de 16 km ao redor de Weatherford.